# Echipa națională de fotbal a Uruguayului
Echipa națională de fotbal a Uruguayului este reprezentativa țării în competițiile oficiale. De organizarea ei se ocupă Asociación Uruguaya de Fútbol (Asociația Urugayană de fotbal), membră a CONMEBOL.
Selecționata de fotbal din Uruguay a fost prima campioană mondială din istorie, câștigând turneul din 1930, ediția inaugurală a competiției pe care a găzduit-o. În 1950, Uruguayul a repetat succesul, de această dată în Brazilia, când a învins în finală chiar reprezentativa țării gazdă.
Echipa națională a Uruguayului este cea mai titrată reprezentativă la Copa América (alături de Argentina), pe care a câștigat-o de 15 ori. Mai are în palmares și două titluri olimpice.

## Istoria
Înainte de anul 1916, Uruguay disputase peste 30 de meciuri amicale, câștigându-le pe toate în afară de unul singur, pierdut în fața Argentinei. La prima ediție a Copei America, în 1916, Uruguay a cucerit trofeul după victorii cu Chile și Brazilia și o remiză în fața Argentinei. Peste un an, la a doua ediție a competiției, Uruguay și-a păstrat titlul, câștigând toate meciurile într-un turneu pe care l-a găzduit.
În 1924, Uruguay a devenit prima reprezentativă din America de Sud care a participat la turneul de fotbal al Jocurilor Olimpice. La turneul de la Paris, Uruguay a câștigat toate meciurile, învingând Elveția în finală cu 3-0. În 1928, Uruguay a participat la Olimpiada de la Amsterdam unde și-a apărat titlul olimpic după victoria din finala cu Argentina.
După succesul olimpic, Uruguay a fost desemnată de FIFA drept gazdă a primei ediții a Campionatului Mondial. A câștigat din nou toate meciurile, obținând în premieră trofeul. În 1934 și 1938 a refuzat să facă deplasarea în Europa la Mondialele găzduite de Italia și Franța.
Uruguay a câștigat din nou titlul mondial în 1950, după victoria în fața Braziliei, pe stadionul Maracanã din Rio de Janeiro în fața a aproape 200.000 de spectatori.
După turneul din Brazilia, Uruguay nu a mai ajuns în nicio finală la Campionatele Mondiale, cele mai bune rezultate obținute fiind locul patru în două rânduri.
În schimb, în Copa America, Uruguay a continuat seria succeselor, cucerind trofeul de șapte ori după anul 1950, cel mai recent fiind obținut în 2011. Uruguay a găzduit de șapte ori Copa America, obținând de fiecare dată trofeul.

## Stadion
Încă din anul 1930, Uruguay a disputat meciurile de pe teren propriu pe Stadionul Centenario din capitala Montevideo. Arena a fost construită când Uruguayul a sărbătorit centenarul obținerii independenței și la inaugurare avea o capacitate de 100.000 de locuri. Finala Mondialului din 1930 a fost urmărită de la fața locului de 93.000 de persoane.

## Participări la Campionatul Mondial
| Campionatul Mondial de Fotbal | Campionatul Mondial de Fotbal | Campionatul Mondial de Fotbal | Campionatul Mondial de Fotbal | Campionatul Mondial de Fotbal | Campionatul Mondial de Fotbal | Campionatul Mondial de Fotbal | Campionatul Mondial de Fotbal | Campionatul Mondial de Fotbal |     | Calificările pentru Campionatul Mondial | Calificările pentru Campionatul Mondial | Calificările pentru Campionatul Mondial | Calificările pentru Campionatul Mondial | Calificările pentru Campionatul Mondial | Calificările pentru Campionatul Mondial |   |
| Anul                          | Runda                         | Poziția                       | MJ                            | V                             | E *                           | Î                             | GM                            | GP                            | MJ  | V                                       | E *                                     | Î                                       | GM                                      | GP                                      |                                         |   |
| ----------------------------- | ----------------------------- | ----------------------------- | ----------------------------- | ----------------------------- | ----------------------------- | ----------------------------- | ----------------------------- | ----------------------------- | --- | --------------------------------------- | --------------------------------------- | --------------------------------------- | --------------------------------------- | --------------------------------------- | --------------------------------------- | - |
| 1930                          | Campioni                      | 1                             | 4                             | 4                             | 0                             | 0                             | 15                            | 3                             | -   | -                                       | -                                       | -                                       | -                                       | -                                       | -                                       | - |
| 1934                          | Nu a dorit să participe       | Nu a dorit să participe       | Nu a dorit să participe       | Nu a dorit să participe       | Nu a dorit să participe       | Nu a dorit să participe       | Nu a dorit să participe       | Nu a dorit să participe       | -   | -                                       | -                                       | -                                       | -                                       | -                                       | -                                       | - |
| 1938                          | Nu a participat               | Nu a participat               | Nu a participat               | Nu a participat               | Nu a participat               | Nu a participat               | Nu a participat               | Nu a participat               | -   | -                                       | -                                       | -                                       | -                                       | -                                       | -                                       | - |
| 1950                          | Campioni                      | 1                             | 4                             | 3                             | 1                             | 0                             | 15                            | 5                             | -   | -                                       | -                                       | -                                       | -                                       | -                                       | -                                       | - |
| 1954                          | Finala Mică                   | 4                             | 5                             | 3                             | 0                             | 2                             | 16                            | 9                             | -   | -                                       | -                                       | -                                       | -                                       | -                                       | -                                       | - |
| 1958                          | Nu s-a calificat              | Nu s-a calificat              | Nu s-a calificat              | Nu s-a calificat              | Nu s-a calificat              | Nu s-a calificat              | Nu s-a calificat              | Nu s-a calificat              | 4   | 2                                       | 1                                       | 1                                       | 4                                       | 6                                       |                                         |   |
| 1962                          | Faza grupelor                 | 13                            | 3                             | 1                             | 0                             | 2                             | 4                             | 6                             | 2   | 1                                       | 1                                       | 0                                       | 3                                       | 2                                       |                                         |   |
| 1966                          | Sferturile de finală          | 7                             | 4                             | 1                             | 2                             | 1                             | 2                             | 5                             | 4   | 4                                       | 0                                       | 0                                       | 11                                      | 2                                       |                                         |   |
| 1970                          | Finala Mică                   | 4                             | 6                             | 2                             | 1                             | 3                             | 4                             | 5                             | 4   | 3                                       | 1                                       | 0                                       | 5                                       | 0                                       |                                         |   |
| 1974                          | Faza grupelor                 | 13th                          | 3                             | 0                             | 1                             | 2                             | 1                             | 6                             | 4   | 2                                       | 1                                       | 1                                       | 6                                       | 2                                       |                                         |   |
| 1978                          | Nu s-a calificat              | Nu s-a calificat              | Nu s-a calificat              | Nu s-a calificat              | Nu s-a calificat              | Nu s-a calificat              | Nu s-a calificat              | Nu s-a calificat              | 4   | 1                                       | 2                                       | 1                                       | 5                                       | 4                                       |                                         |   |
| 1982                          | Nu s-a calificat              | Nu s-a calificat              | Nu s-a calificat              | Nu s-a calificat              | Nu s-a calificat              | Nu s-a calificat              | Nu s-a calificat              | Nu s-a calificat              | 4   | 1                                       | 2                                       | 1                                       | 5                                       | 5                                       |                                         |   |
| 1986                          | Optimi                        | 16                            | 4                             | 0                             | 2                             | 2                             | 2                             | 8                             | 4   | 3                                       | 0                                       | 1                                       | 6                                       | 4                                       |                                         |   |
| 1990                          | Optimi                        | 16                            | 4                             | 1                             | 1                             | 2                             | 2                             | 5                             | 4   | 3                                       | 0                                       | 1                                       | 7                                       | 2                                       |                                         |   |
| 1994                          | Nu s-a calificat              | Nu s-a calificat              | Nu s-a calificat              | Nu s-a calificat              | Nu s-a calificat              | Nu s-a calificat              | Nu s-a calificat              | Nu s-a calificat              | 8   | 4                                       | 2                                       | 2                                       | 10                                      | 7                                       |                                         |   |
| 1998                          | Nu s-a calificat              | Nu s-a calificat              | Nu s-a calificat              | Nu s-a calificat              | Nu s-a calificat              | Nu s-a calificat              | Nu s-a calificat              | Nu s-a calificat              | 16  | 6                                       | 3                                       | 7                                       | 18                                      | 21                                      |                                         |   |
| 2002                          | Faza grupelor                 | 26                            | 3                             | 0                             | 2                             | 1                             | 4                             | 5                             | 20  | 8                                       | 6                                       | 6                                       | 22                                      | 14                                      |                                         |   |
| 2006                          | Nu s-a calificat              | Nu s-a calificat              | Nu s-a calificat              | Nu s-a calificat              | Nu s-a calificat              | Nu s-a calificat              | Nu s-a calificat              | Nu s-a calificat              | 20  | 7                                       | 7                                       | 6                                       | 24                                      | 29                                      |                                         |   |
| 2010                          | Finala Mică                   | 4                             | 7                             | 3                             | 2                             | 2                             | 11                            | 8                             | 20  | 7                                       | 7                                       | 6                                       | 30                                      | 21                                      |                                         |   |
| 2014                          | Optimi                        | 12                            | 4                             | 2                             | 0                             | 2                             | 4                             | 6                             | 18  | 8                                       | 5                                       | 5                                       | 30                                      | 25                                      |                                         |   |
| 2018                          | Sferturi                      | 5                             | 5                             | 4                             | 0                             | 1                             | 7                             | 3                             | 18  | 9                                       | 4                                       | 5                                       | 32                                      | 20                                      |                                         |   |
| Total                         | 2 titluri                     | 13/21                         | 56                            | 24                            | 12                            | 20                            | 87                            | 74                            | 154 | 69                                      | 42                                      | 43                                      | 218                                     | 164                                     |                                         |   |

*Egalurile includ și meciurile decise în urma loviturilor de departajare.
**Culoarea aurie indică faptul că turneul a fost câștigat. Bordura de culoare roșie indică faptul că turneul a fost găzduit.

## Finale
| Finale jucate de Uruguay la Campionatul Mondial | Finale jucate de Uruguay la Campionatul Mondial | Finale jucate de Uruguay la Campionatul Mondial | Finale jucate de Uruguay la Campionatul Mondial | Finale jucate de Uruguay la Campionatul Mondial | Finale jucate de Uruguay la Campionatul Mondial | Finale jucate de Uruguay la Campionatul Mondial | Finale jucate de Uruguay la Campionatul Mondial | Finale jucate de Uruguay la Campionatul Mondial |
| Finala                                          | Finala                                          | Finala                                          | Finala                                          |                                                 | Finala Mică                                     | Finala Mică                                     | Finala Mică                                     | Finala Mică                                     |
| Anul                                            | Campioni                                        | Scor                                            | Adversar                                        | Anul                                            | Locul 3 sau 4                                   | Scor                                            | Adversar                                        |                                                 |
| ----------------------------------------------- | ----------------------------------------------- | ----------------------------------------------- | ----------------------------------------------- | ----------------------------------------------- | ----------------------------------------------- | ----------------------------------------------- | ----------------------------------------------- | ----------------------------------------------- |
| 1930                                            | Uruguay                                         | 4 - 2                                           | Argentina                                       | 1954                                            | Uruguay                                         | 1 - 3                                           | Austria                                         |                                                 |
| 1950                                            | Uruguay                                         | 2 - 1                                           | Brazilia                                        | 1970                                            | Uruguay                                         | 0 - 1                                           | Germania                                        |                                                 |
|                                                 |                                                 |                                                 |                                                 | 2010                                            | Uruguay                                         | 2 - 3                                           | Germania                                        |                                                 |

## Rezultate
| Rezultate obținute la Campionatul Mondial | Rezultate obținute la Campionatul Mondial | Rezultate obținute la Campionatul Mondial | Rezultate obținute la Campionatul Mondial |
| Anul                                      | Runda                                     | Scor                                      | Rezultat                                  |
| ----------------------------------------- | ----------------------------------------- | ----------------------------------------- | ----------------------------------------- |
| 1930                                      | Faza Grupelor                             | Uruguay 1 – 0 Peru                        | Victorie                                  |
| 1930                                      | Faza Grupelor                             | Uruguay 4 – 0 România                     | Victorie                                  |
| 1930                                      | Semifinala                                | Uruguay 6 – 1 Iugoslavia                  | Victorie                                  |
| 1930                                      | Campioană                                 | Uruguay 4 – 2 Argentina                   | Victorie                                  |
| 1950                                      | Runda 1                                   | Uruguay 8 – 0 Bolivia                     | Victorie                                  |
| 1950                                      | Runda 1                                   | Uruguay – Franța                          | S-a retras                                |
| 1950                                      | Runda Finală                              | Uruguay 2 – 2 Spania                      | Egal                                      |
| 1950                                      | Runda Finală                              | Uruguay 3 – 2 Suedia                      | Victorie                                  |
| 1950                                      | Campioană                                 | Uruguay 2 – 1 Brazilia                    | Victorie                                  |
| 1954                                      | Faza Grupelor                             | Uruguay 2 – 0 Cehoslovacia                | Victorie                                  |
| 1954                                      | Faza Grupelor                             | Uruguay 7 – 0 Scoția                      | Victorie                                  |
| 1954                                      | Sferturi                                  | Uruguay 4 – 2 Anglia                      | Victorie                                  |
| 1954                                      | Semifinala                                | Uruguay 2 – 4 Ungaria                     | Înfrângere                                |
| 1954                                      | Finala Mică                               | Uruguay 1 – 3 Austria                     | Înfrângere                                |
| 1962                                      | Faza Grupelor                             | Uruguay 2 – 1 Columbia                    | Victorie                                  |
| 1962                                      | Faza Grupelor                             | Uruguay 1 – 3 Iugoslavia                  | Înfrângere                                |
| 1962                                      | Faza Grupelor                             | Uruguay 1 – 2 Uniunea Sovietică           | Înfrângere                                |
| 1966                                      | Faza Grupelor                             | Uruguay 0 – 0 Anglia                      | Egal                                      |
| 1966                                      | Faza Grupelor                             | Uruguay 2 – 1 Franța                      | Victorie                                  |
| 1966                                      | Faza Grupelor                             | Uruguay 0 – 0 Mexic                       | Egal                                      |
| 1966                                      | Sferturi                                  | Uruguay 0 – 4 Germania de Vest            | Înfrângere                                |
| 1970                                      | Faza Grupelor                             | Uruguay 2 – 0 Israel                      | Victorie                                  |
| 1970                                      | Faza Grupelor                             | Uruguay 0 – 0 Italia                      | Egal                                      |
| 1970                                      | Faza Grupelor                             | Uruguay 0 – 1 Suedia                      | Înfrângere                                |
| 1970                                      | Sferturi                                  | Uruguay 1 – 0 Uniunea Sovietică           | Victorie                                  |
| 1970                                      | Semifinala                                | Uruguay 1 – 3 Brazilia                    | Înfrângere                                |
| 1970                                      | Finala Mică                               | Uruguay 0 – 1 Germania de Vest            | Înfrângere                                |
| 1974                                      | Runda 1                                   | Uruguay 0 – 2 Țările de Jos               | Înfrângere                                |
| 1974                                      | Runda 1                                   | Uruguay 1 – 1 Bulgaria                    | Egal                                      |
| 1974                                      | Runda 1                                   | Uruguay 0 – 3 Suedia                      | Înfrângere                                |
| 1986                                      | Faza Grupelor                             | Uruguay 1 – 1 Germania de Vest            | Egal                                      |
| 1986                                      | Faza Grupelor                             | Uruguay 1 – 6 Danemarca                   | Înfrângere                                |
| 1986                                      | Faza Grupelor                             | Uruguay 0 – 0 Scoția                      | Egal                                      |
| 1986                                      | Optimi                                    | Uruguay 0 – 1 Argentina                   | Înfrângere                                |
| 1990                                      | Faza Grupelor                             | Uruguay 0 – 0 Spania                      | Egal                                      |
| 1990                                      | Faza Grupelor                             | Uruguay 1 – 3 Belgia                      | Înfrângere                                |
| 1990                                      | Faza Grupelor                             | Uruguay 1 – 0 Coreea de Sud               | Victorie                                  |
| 1990                                      | Optimi                                    | Uruguay 0 – 2 Italia                      | Înfrângere                                |

| Rezultate obținute la Campionatul Mondial | Rezultate obținute la Campionatul Mondial | Rezultate obținute la Campionatul Mondial | Rezultate obținute la Campionatul Mondial |
| Anul                                      | Runda                                     | Scor                                      | Rezultat                                  |
| ----------------------------------------- | ----------------------------------------- | ----------------------------------------- | ----------------------------------------- |
| 2002                                      | Faza Grupelor                             | Uruguay 1 – 2 Danemarca                   | Înfrângere                                |
| 2002                                      | Faza Grupelor                             | Uruguay 0 – 0 Franța                      | Egal                                      |
| 2002                                      | Faza Grupelor                             | Uruguay 3 – 3 Senegal                     | Egal                                      |
| 2010                                      | Faza Grupelor                             | Uruguay 0 – 0 Franța                      | Egal                                      |
| 2010                                      | Faza Grupelor                             | Uruguay 3 – 0 Africa de Sud               | Victorie                                  |
| 2010                                      | Faza Grupelor                             | Uruguay 1 – 0 Mexic                       | Victorie                                  |
| 2010                                      | Optimi                                    | Uruguay 2 – 1 Coreea de Sud               | Victorie                                  |
| 2010                                      | Sferturi                                  | Uruguay 1 – 1 Ghana                       | Egal                                      |
| 2010                                      | Sferturi                                  | Uruguay 4 – 2 Ghana                       | Penalti                                   |
| 2010                                      | Semifinala                                | Uruguay 2 – 3 Țările de Jos               | Înfrângere                                |
| 2010                                      | Finala Mică                               | Uruguay 2 – 3 Germania                    | Înfrângere                                |
| 2014                                      | Faza Grupelor                             | Uruguay 1 – 3 Costa Rica                  | Înfrângere                                |
| 2014                                      | Faza Grupelor                             | Uruguay 2 – 1 Anglia                      | Victorie                                  |
| 2014                                      | Faza Grupelor                             | Uruguay 1 – 0 Italia                      | Victorie                                  |
| 2014                                      | Optimi                                    | Uruguay 0 – 2 Columbia                    | Înfrângere                                |
| 2018                                      | Faza Grupelor                             | Uruguay 1 – 0 Egipt                       | Victorie                                  |
| 2018                                      | Faza Grupelor                             | Uruguay 1 – 0 Arabia Saudită              | Victorie                                  |
| 2018                                      | Faza Grupelor                             | Uruguay 3 – 0 Rusia                       | Victorie                                  |
| 2018                                      | Optimi                                    | Uruguay 2 – 1 Portugalia                  | Victorie                                  |
| 2018                                      | Sferturi                                  | Uruguay 0 – 2 Franța                      | Înfrângere                                |

## Meciuri - întâlniri directe
Victorie Uruguay
      Remiză
      Victorie Adversar
| Adversar         | Uruguay - confruntări directe la Campionatul Mondial | Uruguay - confruntări directe la Campionatul Mondial | Uruguay - confruntări directe la Campionatul Mondial | Uruguay - confruntări directe la Campionatul Mondial | Uruguay - confruntări directe la Campionatul Mondial | Uruguay - confruntări directe la Campionatul Mondial | Uruguay - confruntări directe la Campionatul Mondial |
| Ediția și scorul | Ediția și scorul                                     | Ediția și scorul                                     | Ediția și scorul                                     | Total                                                | Total                                                | Total                                                |                                                      |
| 1966             | 1970                                                 | 1986                                                 | 2010                                                 | Goluri Marcate                                       | Goluri Primite                                       |                                                      |                                                      |
| ---------------- | ---------------------------------------------------- | ---------------------------------------------------- | ---------------------------------------------------- | ---------------------------------------------------- | ---------------------------------------------------- | ---------------------------------------------------- | ---------------------------------------------------- |
| Germania         | 0 - 4                                                | 0 - 1                                                | 1 - 1                                                | 2 - 3                                                | 3                                                    | 9                                                    |                                                      |
|                  | 1966                                                 | 2002                                                 | 2010                                                 | 2018                                                 | Goluri Marcate                                       | Goluri Primite                                       |                                                      |
| Franța           | 2 - 1                                                | 0 - 0                                                | 0 - 0                                                | 0 - 2                                                | 2                                                    | 3                                                    |                                                      |
|                  | 1954                                                 | 1966                                                 | 2014                                                 |                                                      | Goluri Marcate                                       | Goluri Primite                                       |                                                      |
| Anglia           | 4 - 2                                                | 0 - 0                                                | 2 - 1                                                | -                                                    | 6                                                    | 3                                                    |                                                      |
|                  | 1970                                                 | 1990                                                 | 2010                                                 |                                                      | Goluri Marcate                                       | Goluri Primite                                       |                                                      |
| Italia           | 0 - 0                                                | 0 - 2                                                | 1 - 0                                                | -                                                    | 1                                                    | 2                                                    |                                                      |
|                  | 1962                                                 | 1970                                                 | 2018                                                 |                                                      | Goluri Marcate                                       | Goluri Primite                                       |                                                      |
| Rusia            | 1 - 2                                                | 1 - 0                                                | 3 - 0                                                | -                                                    | 5                                                    | 2                                                    |                                                      |
|                  | 1950                                                 | 1970                                                 | 1974                                                 |                                                      | Goluri Marcate                                       | Goluri Primite                                       |                                                      |
| Suedia           | 3 - 2                                                | 0 - 1                                                | 0 - 3                                                | -                                                    | 3                                                    | 6                                                    |                                                      |
|                  | 1930                                                 | 1986                                                 |                                                      |                                                      | Goluri Marcate                                       | Goluri Primite                                       |                                                      |
| Argentina        | 4 - 2                                                | 0 - 1                                                | -                                                    | -                                                    | 4                                                    | 3                                                    |                                                      |
|                  | 1950                                                 | 1970                                                 |                                                      |                                                      | Goluri Marcate                                       | Goluri Primite                                       |                                                      |
| Brazilia         | 2 - 1                                                | 1 - 3                                                | -                                                    | -                                                    | 3                                                    | 4                                                    |                                                      |
|                  | 1962                                                 | 2014                                                 |                                                      |                                                      | Goluri Marcate                                       | Goluri Primite                                       |                                                      |
| Columbia         | 2 - 1                                                | 0 - 2                                                | -                                                    | -                                                    | 2                                                    | 3                                                    |                                                      |
|                  | 1990                                                 | 2010                                                 |                                                      |                                                      | Goluri Marcate                                       | Goluri Primite                                       |                                                      |
| Coreea de Sud    | 1 - 0                                                | 2 - 1                                                | -                                                    | -                                                    | 3                                                    | 1                                                    |                                                      |
|                  | 1986                                                 | 2002                                                 |                                                      |                                                      | Goluri Marcate                                       | Goluri Primite                                       |                                                      |
| Danemarca        | 1 - 6                                                | 1 - 2                                                | -                                                    | -                                                    | 2                                                    | 8                                                    |                                                      |
|                  | 1930                                                 | 1962                                                 |                                                      |                                                      | Goluri Marcate                                       | Goluri Primite                                       |                                                      |
| Iugoslavia       | 6 - 1                                                | 1 - 3                                                | -                                                    | -                                                    | 7                                                    | 4                                                    |                                                      |
|                  | 1966                                                 | 2010                                                 |                                                      |                                                      | Goluri Marcate                                       | Goluri Primite                                       |                                                      |
| Mexic            | 0 - 0                                                | 1 - 0                                                | -                                                    | -                                                    | 1                                                    | 0                                                    |                                                      |
|                  | 1974                                                 | 2010                                                 |                                                      |                                                      | Goluri Marcate                                       | Goluri Primite                                       |                                                      |
| Țările de Jos    | 0 - 2                                                | 2 - 3                                                | -                                                    | -                                                    | 2                                                    | 5                                                    |                                                      |
|                  | 1954                                                 | 1986                                                 |                                                      |                                                      | Goluri Marcate                                       | Goluri Primite                                       |                                                      |
| Scoția           | 7 - 0                                                | 0 - 0                                                | -                                                    | -                                                    | 7                                                    | 0                                                    |                                                      |
|                  | 1950                                                 | 1990                                                 |                                                      |                                                      | Goluri Marcate                                       | Goluri Primite                                       |                                                      |
| Spania           | 2 - 2                                                | 0 - 0                                                | -                                                    | -                                                    | 2                                                    | 2                                                    |                                                      |
|                  | 2010                                                 |                                                      |                                                      |                                                      | Goluri Marcate                                       | Goluri Primite                                       |                                                      |
| Africa de Sud    | 3 - 0                                                | -                                                    | -                                                    | -                                                    | 3                                                    | 0                                                    |                                                      |
|                  | 2018                                                 |                                                      |                                                      |                                                      | Goluri Marcate                                       | Goluri Primite                                       |                                                      |
| Arabia Saudită   | 1 - 0                                                | -                                                    | -                                                    | -                                                    | 1                                                    | 0                                                    |                                                      |
|                  | 1954                                                 |                                                      |                                                      |                                                      | Goluri Marcate                                       | Goluri Primite                                       |                                                      |
| Austria          | 1 - 3                                                | -                                                    | -                                                    | -                                                    | 1                                                    | 3                                                    |                                                      |
|                  | 1990                                                 |                                                      |                                                      |                                                      | Goluri Marcate                                       | Goluri Primite                                       |                                                      |
| Belgia           | 1 - 3                                                | -                                                    | -                                                    | -                                                    | 1                                                    | 3                                                    |                                                      |
|                  | 1950                                                 |                                                      |                                                      |                                                      | Goluri Marcate                                       | Goluri Primite                                       |                                                      |
| Bolivia          | 8 - 0                                                | -                                                    | -                                                    | -                                                    | 8                                                    | 0                                                    |                                                      |
|                  | 1966                                                 |                                                      |                                                      |                                                      | Goluri Marcate                                       | Goluri Primite                                       |                                                      |
| Bulgaria         | 1 - 1                                                | -                                                    | -                                                    | -                                                    | 1                                                    | 1                                                    |                                                      |
|                  | 1954                                                 |                                                      |                                                      |                                                      | Goluri Marcate                                       | Goluri Primite                                       |                                                      |
| Cehoslovacia     | 2 - 0                                                | -                                                    | -                                                    | -                                                    | 2                                                    | 0                                                    |                                                      |
|                  | 2014                                                 |                                                      |                                                      |                                                      | Goluri Marcate                                       | Goluri Primite                                       |                                                      |
| Costa Rica       | 1 - 3                                                | -                                                    | -                                                    | -                                                    | 1                                                    | 3                                                    |                                                      |
|                  | 2018                                                 |                                                      |                                                      |                                                      | Goluri Marcate                                       | Goluri Primite                                       |                                                      |
| Egipt            | 1 - 0                                                | -                                                    | -                                                    | -                                                    | 1                                                    | 0                                                    |                                                      |
|                  | 2010                                                 |                                                      |                                                      |                                                      | Goluri Marcate                                       | Goluri Primite                                       |                                                      |
| Ghana            | 1 - 1                                                | -                                                    | -                                                    | -                                                    | 1                                                    | 1                                                    |                                                      |
|                  | 1970                                                 |                                                      |                                                      |                                                      | Goluri Marcate                                       | Goluri Primite                                       |                                                      |
| Israel           | 2 - 0                                                | -                                                    | -                                                    | -                                                    | 2                                                    | 0                                                    |                                                      |
|                  | 1930                                                 |                                                      |                                                      |                                                      | Goluri Marcate                                       | Goluri Primite                                       |                                                      |
| Peru             | 1 - 0                                                | -                                                    | -                                                    | -                                                    | 1                                                    | 0                                                    |                                                      |
|                  | 2018                                                 |                                                      |                                                      |                                                      | Goluri Marcate                                       | Goluri Primite                                       |                                                      |
| Portugalia       | 2 - 1                                                | -                                                    | -                                                    | -                                                    | 2                                                    | 1                                                    |                                                      |
|                  | 1930                                                 |                                                      |                                                      |                                                      | Goluri Marcate                                       | Goluri Primite                                       |                                                      |
| România          | 4 - 0                                                | -                                                    | -                                                    | -                                                    | 4                                                    | 0                                                    |                                                      |
|                  | 2002                                                 |                                                      |                                                      |                                                      | Goluri Marcate                                       | Goluri Primite                                       |                                                      |
| Senegal          | 3 - 3                                                | -                                                    | -                                                    | -                                                    | 3                                                    | 3                                                    |                                                      |
|                  | 1954                                                 |                                                      |                                                      |                                                      | Goluri Marcate                                       | Goluri Primite                                       |                                                      |
| Ungaria          | 2 - 4                                                | -                                                    | -                                                    | -                                                    | 2                                                    | 4                                                    |                                                      |

## Copa América
| - 1916 - Campioană - 1917 - Campioană - 1919 - Vicecampioană - 1920 - Campioană - 1921 - Locul trei - 1922 - Locul trei - 1923 - Campioană - 1924 - Campioană - 1925 - Nu a participat - 1926 - Campioană - 1927 - Vicecampioană - 1929 - Locul trei - 1935 - Campioană - 1937 - Locul trei - 1939 - Vicecampioană | - 1941 - Vicecampioană - 1942 - Campioană - 1945 - Locul patru - 1946 - Locul patru - 1947 - Locul trei - 1949 - Locul șase - 1953 - Locul trei - 1955 - Locul patru - 1956 - Campioană - 1957 - Locul trei - 1959 - Locul șase - 1959 - Campioană - 1963 - Nu a participat - 1967 - Campioană | - 1975 - Semifinale - 1979 - Runda 1 - 1983 - Campioană - 1987 - Campioană - 1989 - Vicecampioană - 1991 - Runda 1 - 1993 - Sferturi de finală - 1995 - Campioană - 1997 - Runda 1 - 1999 - Vicecampioană - 2001 - Locul patru - 2004 - Locul trei - 2007 - Locul patru - 2011 - Campioană |  |

## Finale
| 1983 | Uruguay | 3 - 1     | Brazilia | 1919 | Uruguay | 0 - 1 | Brazilia | 2004 | Uruguay | 2 - 1 | Columbia | 2001 | Uruguay | 2 - 2 (p) | Honduras |
| 1987 | Uruguay | 1 - 0     | Chile    | 1999 | Uruguay | 0 - 3 | Brazilia |      |         |       |          | 2007 | Uruguay | 1 - 3     | Mexic    |
| 1995 | Uruguay | (p) 1 - 1 | Brazilia |      |         |       |          |      |         |       |          |      |         |           |          |
| 2011 | Uruguay | 3 - 0     | Paraguay |      |         |       |          |      |         |       |          |      |         |           |          |

## Echipament
| 1889 (Echipament Montevideo C.C) | 1901 (Albion F.C kit) | 1901–1910 | 1901–1910 | 1901–1910 · | 1901–1910 · |

| 1901–1910 | 1910–1934 | 1935 | 1936–1990 | 1991–1996 | 1997-prezent |

## Lotul actual
Următori jucători sunt convocați pentru meciurile de la Copa América 2024.
| Nr. | Poz. | Jucător                          | Data nașterii (vârsta)        | Selecții | Goluri | Club                 |
| --- | ---- | -------------------------------- | ----------------------------- | -------- | ------ | -------------------- |
| 1   | P    | Sergio Rochet                    | 23 martie 1993 (32 de ani)    | 21       | 0      | Internacional        |
| 12  | P    | Santiago Mele                    | 6 septembrie 1997 (27 de ani) | 4        | 0      | Atlético Junior      |
| 23  | P    | Franco Israel                    | 22 aprilie 2000 (25 de ani)   | 2        | 0      | Sporting CP          |
|     |      |                                  |                               |          |        |                      |
| 2   | F    | José María Giménez (căpitan)     | 20 ianuarie 1995 (30 de ani)  | 85       | 8      | Atlético Madrid      |
| 3   | F    | Sebastián Cáceres                | 18 august 1999 (25 de ani)    | 13       | 0      | América              |
| 4   | F    | Ronald Araújo                    | 7 martie 1999 (26 de ani)     | 18       | 1      | Barcelona            |
| 13  | F    | Guillermo Varela                 | 24 martie 1993 (32 de ani)    | 15       | 0      | Flamengo             |
| 16  | F    | Mathías Olivera                  | 31 octombrie 1997 (27 de ani) | 20       | 1      | Napoli               |
| 17  | F    | Matías Viña                      | 9 noiembrie 1997 (27 de ani)  | 38       | 1      | Flamengo             |
| 22  | F    | Nicolás Marichal                 | 17 martie 2001 (24 de ani)    | 1        | 0      | Dynamo Moscow        |
| 24  | F    | Lucas Olaza                      | 21 iulie 1994 (31 de ani)     | 4        | 0      | Krasnodar            |
|     |      |                                  |                               |          |        |                      |
| 5   | M    | Manuel Ugarte                    | 11 aprilie 2001 (24 de ani)   | 18       | 0      | Paris Saint-Germain  |
| 6   | M    | Rodrigo Bentancur                | 25 iunie 1997 (28 de ani)     | 61       | 2      | Tottenham Hotspur    |
| 7   | M    | Nicolás de la Cruz               | 1 iunie 1997 (28 de ani)      | 28       | 5      | Flamengo             |
| 8   | M    | Nahitan Nández                   | 28 decembrie 1995 (29 de ani) | 58       | 0      | Cagliari             |
| 10  | M    | Giorgian de Arrascaeta           | 1 iunie 1994 (31 de ani)      | 48       | 10     | Flamengo             |
| 15  | M    | Federico Valverde (vice-căpitan) | 22 iulie 1998 (27 de ani)     | 58       | 7      | Real Madrid          |
| 20  | M    | Maximiliano Araújo               | 15 februarie 2000 (25 de ani) | 10       | 3      | Toluca               |
| 21  | M    | Emiliano Martínez                | 17 august 1999 (25 de ani)    | 2        | 0      | Midtjylland          |
|     |      |                                  |                               |          |        |                      |
| 9   | A    | Luis Suárez                      | 24 ianuarie 1987 (38 de ani)  | 139      | 68     | Inter Miami          |
| 11  | A    | Facundo Pellistri                | 20 decembrie 2001 (23 de ani) | 22       | 2      | Granada              |
| 14  | A    | Agustín Canobbio                 | 1 octombrie 1998 (26 de ani)  | 12       | 1      | Athletico Paranaense |
| 18  | A    | Brian Rodríguez                  | 20 mai 2000 (25 de ani)       | 23       | 4      | América              |
| 19  | A    | Darwin Núñez                     | 24 iunie 1999 (26 de ani)     | 25       | 13     | Liverpool            |
| 25  | A    | Cristian Olivera                 | 17 aprilie 2002 (23 de ani)   | 4        | 0      | Los Angeles          |
| 26  | A    | Brian Ocampo                     | 25 iunie 1999 (26 de ani)     | 1        | 0      | Cádiz                |

### Cei mai selecționați jucători

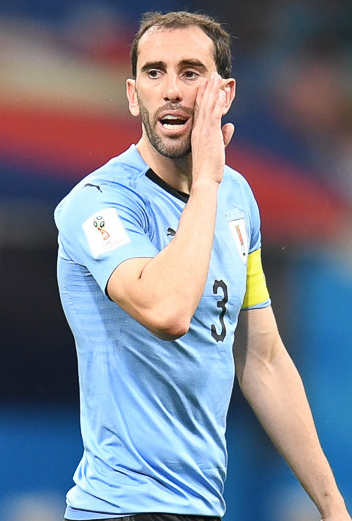
Diego Godín este jucătorul cu cele mai multe selecții a naționalei Uruguayului, cu 161 de selecții.

| #  | Jucător            | Selecții | Goluri | Ani la națională |
| -- | ------------------ | -------- | ------ | ---------------- |
| 1  | Diego Godín        | 161      | 8      | 2005–2022        |
| 2  | Luis Suárez        | 139      | 68     | 2007–prezent     |
| 3  | Edinson Cavani     | 136      | 58     | 2008–2022        |
| 4  | Fernando Muslera   | 133      | 0      | 2009–2022        |
| 5  | Maxi Pereira       | 125      | 3      | 2005–2018        |
| 6  | Martín Cáceres     | 116      | 4      | 2007–2022        |
| 7  | Diego Forlán       | 112      | 36     | 2002–2014        |
| 8  | Cristian Rodríguez | 110      | 11     | 2003–2018        |
| 9  | Diego Lugano       | 95       | 9      | 2003–2014        |
| 10 | Egidio Arévalo     | 90       | 0      | 2006–2017        |

### Golgheteri

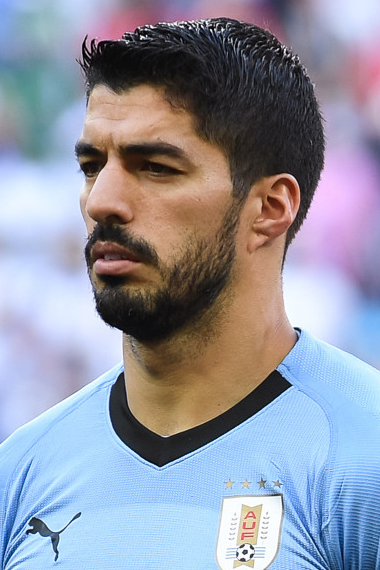
Luis Suárez este cel mai bun marcator al naționalei Uruguayului cu 68 de goluri.

| # | Jucător         | Ani la națională | Goluri | Meciuri |
| - | --------------- | ---------------- | ------ | ------- |
| 1 | Luis Suárez     | 2007–            | 68     | 139     |
| 2 | Edinson Cavani  | 2008–2022        | 58     | 136     |
| 3 | Diego Forlán    | 2002–2014        | 36     | 112     |
| 4 | Héctor Scarone  | 1917–1930        | 31     | 52      |
| 5 | Ángel Romano    | 1913–1927        | 28     | 69      |
| 6 | Óscar Míguez    | 1950–1958        | 27     | 39      |
| 7 | Sebastián Abreu | 1996–2012        | 26     | 70      |
| 8 | Pedro Petrone   | 1923–1930        | 24     | 29      |
| 9 | Carlos Aguilera | 1982–1997        | 22     | 64      |
| 9 | Fernando Morena | 1971–1983        | 22     | 53      |